# Kałużnicokształtne
Kałużnicokształtne (Hydrophiloidea) – nadrodzina chrząszczy z podrzędu wielożernych (Polyphaga) i infrarzędu Staphyliniformia.

## Systematyka
W jednym z ujęć kałużnicokształtne obejmują 6 rodzin:
- Epimetopidae Zaitzev, 1908
- Georissidae Laporte, 1840
- Helophoridae Leach, 1815
- Hydrochidae Thomson, 1859
- Hydrophilidae Latreille, 1802 – kałużnicowate
- Spercheidae Erichson, 1837

Wielu badaczy włącza do kałużnicowkształtnych także rodziny łączone w takson gnilikokształtnych (Histeroidea), a rodziny wymienione wyżej obniża do rangi podrodzin kałużnicowatych:
- Hydrophilidae Latreille, 1802 – kałużnicowate
- Sphaeritidae Shuckard, 1839
- Synteliidae Lewis, 1882
- Histeridae Gyllenhal, 1808 – gnilikowate